# HD 57749
HD 57749，又名BD-05 2089，SAO 134588、HR 2811，是一颗恒星，视星等为5.82，位于銀經221.81，銀緯4.12，其B1900.0坐标为赤經7h 17m 31.1s，赤緯-5° 4.12′ 32″。